# Helen Blackwood (Baronne Dufferin et Claneboye)
Helen Selina Blackwood, baronne Dufferin et Claneboye (née Sheridan le 18 janvier 1807 et morte le 13 juin 1867), plus tard comtesse de Gifford, est une auteure de chanson, compositrice, poète et auteure irlandaise. Admirée pour son esprit et ses talents littéraires, elle est une figure bien connue de la société londonienne du milieu du XIXe siècle.

## Enfance et mariage
Helen Sheridan est issue d'une famille littéraire et théâtrale ayant des liens politiques. Son père, Thomas Sheridan (1775-1817), acteur, soldat et administrateur colonial, est le fils cadet du célèbre dramaturge irlandais Richard Brinsley Sheridan et sa mère, Caroline Henrietta Sheridan (en) (née Callander), est romancière. En 1813, Thomas emmène Helen et sa femme avec lui dans un poste au Cap de Bonne-Espérance, où il meurt quatre ans plus tard, le 12 septembre 1817. Helen retourne ensuite en Angleterre, où elle vit dans un appartement « Grace and favour (en) » du palais de Hampton Court avec sa mère, ses quatre frères et ses deux sœurs cadettes. La beauté et les réalisations des sœurs leur valent d'être appelées les « Charites ». Caroline est connue comme la plus spirituelle des filles et devient plus tard une écrivaine talentueuse pendant que Georgiana (en), considérée comme la plus jolie des sœurs, devient plus tard duchesse de Somerset par mariage avec Edward Seymour, 12e duc de Somerset.
À dix-sept ans, Helen se fiance au commandant Price Blackwood (en), le plus jeune des trois fils du 3e baron Dufferin et Claneboye (en), et de Mehetabel Temple. En raison de la mort de ses frères, il doit devenir le futur Lord Dufferin, mais ses parents veulent qu'il se marie plus avantageusement, principalement pour des raisons financières. Après leur mariage à Londres à St. George's, Hanover Square, le 4 juillet 1825, ils partent vivre à Florence en raison de l'opposition de la famille Blackwood au mariage, mais reviennent deux ans plus tard avec leur bébé Frederick, qui est né le 21 juin 1826. Ses sœurs l'introduisent dans les cercles à la mode où elle côtoie des personnalités éminentes de l'époque, Mary Berry, Samuel Rogers, Henry Taylor, Brougham, Sydney Smith et Benjamin Disraeli. Disraeli déclare plus tard qu'elle avait été « sa principale admiration ». En 1839, elle devient Lady Dufferin lorsque son mari hérite de son titre. Il meurt en 1841 d'une overdose accidentelle de morphine. Helen continue à passer ses étés dans son domaine familial à Clandeboye (en) en Irlande, qui appartient désormais à Frederick.
En octobre 1862, elle accepte d'épouser son ami George Hay, comte de Gifford par licence spéciale, après qu'il a été grièvement blessé dans un accident. Hay, héritier du marquisat de Tweeddale, décède des suites de ses blessures deux mois après leur mariage.

## Écriture
Dès son enfance, Helen écrit des poèmes, des chansons et des prologues pour des productions théâtrales privées. Après qu'elle et Caroline aient sorti conjointement un ensemble de dix chansons et deux duos, elle commence à publier ses vers, parfois mis sur sa propre musique. Son nom n’est généralement pas imprimé au début, mais elle ne reste pas totalement anonyme. L'une de ses ballades les plus populaires est The Irish Emigrant, publiée à New York, à Boston ainsi qu'à Londres. Dans cet ouvrage et dans d'autres écrits à l'époque de la grande famine irlandaise  elle montre une certaine compréhension de « l'impact destructeur de la famine sur l'amour et la famille » malgré sa « distance sociale », bien qu'un critique estime que les souffrances du peuple irlandais sont simplement « évoquées » dans cette « ballade pour la classe moyenne anglaise ». Alfred Perceval Graves (en), écrivant au début du XXe siècle, est plus enthousiaste :  « …son cœur chaleureux bat en si étroite sympathie avec ses voisins paysans que… elle écrit comme si elle était l'une des leurs, tandis que son sens de l'amusement flotte à travers ses poèmes en langage irlandais d'une légèreté délicate ».
En 1863, une de ses pièces est montée et la même année, elle publie un récit de son voyage sur le Nil avec son fils. Elle s'y moque des écrits des voyageuses ; le titre Lispings from Low Latitudes, ou, Extracts from the Journal of the Hon. Impulsia Gushington fait écho au livre de Frederick Letters From High Latitudes (en). Le but de la pièce est de faire la satire de la littérature de voyage, en particulier celle des femmes, à l'époque. Sa pièce, Finesse, ou A Busy Day in Messina, produite au Theatre Royal Haymarket avec John Baldwin Buckstone (en) comme l'un des acteurs, est un succès, mais l'écrivaine ne va à aucune des représentations ni ne reconnaît sa paternité. La poésie de Dufferin, souvent mise en musique par elle-même ou par d'autres, reflète des préoccupations importantes qui se retrouvent tout au long des premières et moyennes périodes de la littérature victorienne : une critique acerbe de la classe sociale, un coup de projecteur sur la pauvreté et l'émigration irlandaises et un désespoir face à la perte et la séparation. Alors que Dufferin insuffle à ses premiers et derniers écrits un esprit rusé (en particulier dans ses satires sociales), les chansons et les poèmes écrits au milieu de sa vie sont marqués par la sentimentalité et souvent par une profonde tristesse.

En ce qui concerne ses écrits, la Westminster Review donne une très bonne approximation de ses compétences littéraires et de ses œuvres chargées d'émotion: 
Parmi les chansons et les vers rassemblés dans le volume, il faut avouer que peu d'entre eux s'élèvent au-dessus d'une médiocrité respectable. The Irish Emigrant est sa meilleure chanson et est pleine de vrais sentiments. Sweet Kilkenny Town est intensément irlandais et pourrait à juste titre être chanté par n'importe lequel des milliers d'obscurs habitants d'Erin qui peinent à survivre dans la grande République d'Occident. Dans beaucoup de ses autres paroles, nous trouvons un écho de Moore, mais il lui manque la perfection de sa forme et son imagerie exquise. C’est lorsqu’elle écrit dans la langue vernaculaire qu’elle est dans sa veine la plus heureuse. Elle sympathisait avec les paysans du pays dans lequel elle était née, et le grand charme de sa nature ne résidait pas dans le don du génie — pour cela, elle ne le possédait pas — mais dans son cœur irlandais doux et aimant. Qu'elle était douée d'une certaine puissance dramatique, c'est ce que montre sa comédie intitulée Finesse ; ou a Busy Day in Messina. Elle ne peut pas prendre rang en littérature à côté de sa talentueuse sœur, Mme Norton, mais sa féminité était plus riche et plus parfaite que celle de nombreux membres de son sexe à qui était donnée « la vision et la faculté divine ». Il est juste que le monde connaisse quelque chose de l'une des femmes les plus féminines qui aient jamais existé, et c'est pour cette raison que la biographie de Lord Dufferin et les vers qui l'accompagnent seront précieux dans de nombreux foyers. 
Malgré sa popularité au XIXe siècle, le travail de Dufferin est désormais largement obscurci, en partie par l'attention critique actuelle portée sur sa sœur, Caroline Norton.

## Décès
Elle meurt d'un cancer du sein le 13 juin 1867, à l'âge de 60 ans, à Dufferin Lodge, Highgate et est enterrée à Friern Barnet (en) avec son deuxième mari. Son fils Frederick, qui a toujours eu une relation étroite et affectueuse avec sa mère, publie un volume de Chansons, poèmes et vers d'Helen, Lady Dufferin avec un mémoire en 1894. Auparavant, il nomme le village et la gare (en) construits sur ses terres Helen's Bay (en), et il lui dédie la tour d'Hélène (en) sur le domaine de Clandeboye (en). La tour inspire des poèmes à la fois à Tennyson et à Browning qui comparent favorablement cette Hélène à la belle Hélène de Troie de la légende :
« Comme le sien, ton visage faisait autrefois exalter tous les yeux,

Pourtant, contrairement au sien, il était béni à chaque regard. », Helen’s Tower, Alfred Lord Tennyson

### Ses poèmes en ligne
- Lament of the Irish Emigrant
- Terence's Farewell
- The Charming Woman

### Lectures complémentaires
- 19th century illustrated broadsheet of The Irish Emigrant with commentary
- They bid me forget thee!: music by Helen, words by her sister Caroline
- Helen's Tower by Browning
- Helen's Tower by Tennyson
- Helen's Bay, Helen's Tower and Lord Dufferin's papers
- Grace and Favour apartments at Hampton Court
- Wix.com
- Oxforddnb.com
- C. J. Hamilton, Notable Irishwomen, Dublin, Sealy, Bryers & Walker, 1900, 142–153 p., « Lady Dufferin »